# Godfrey Oboabona
Godfrey Oboabona (Akure, 16 agosto 1990) è un ex calciatore nigeriano, di ruolo difensore.

## Carriera

### Club
Oboabona inizia la sua carriera giocando per il Sunshine Stars.

### Nazionale
Ha fatto il proprio debutto internazionale per la Nigeria nel 2012, e ha presenziato nelle partite di qualificazione della Coppa del Mondo FIFA. È stato tra i 23 convocati della Nigeria per la Coppa d'Africa 2013.

## Palmarès

### Nazionale
- Coppa d'Africa: 1

Sudafrica 2013